# James Cagney
James Francis Cagney Jr. (New York, 17 luglio 1899 – New York, 30 marzo 1986) è stato un attore e ballerino statunitense.
L'American Film Institute ha inserito Cagney all'ottavo posto tra le più grandi star della storia del cinema.

## Biografia
Cresciuto in una famiglia disagiata, sin da piccolo impegnato in mille lavoretti per sostenerla, riuscì comunque a diplomarsi alla scuola superiore Stuyvesant High School di New York nel 1918. Lavorò in spettacoli di teatro come ballerino, e nei primi anni venti esordì a Broadway. Il 28 settembre 1922 sposò la danzatrice Frances Willard Vernon (in arte "Billie"), con cui vivrà felicemente fino alla sua morte. La coppia adotterà due figli, James Francis Cagney III, e Cathleen "Casey" Cagney.
Quando la società cinematografica Warner Bros. acquistò i diritti per realizzare un film dalla pièce Penny Arcade, in cui l'attore aveva recitato a Broadway, Cagney venne scelto assieme alla co-protagonista Joan Blondell; la commedia fu portata così dal palco allo schermo con il titolo La vacanza del peccatore, girata nel 1930. Cagney firmò così un contratto con la Warner. Di bassa statura, ma dotato di grande talento e agilità, Cagney sarà protagonista di molte pellicole, specializzandosi in ruoli di "brutto ceffo" in una serie di riusciti film polizieschi, come il celeberrimo Nemico pubblico (1931) di William A. Wellman, in cui dimostrò un'eccezionale bravura impersonando un giovane gangster destinato a una brutta fine, La bionda e l'avventuriero (1931) e L'affare si complica (1933). Abbandonerà brevemente tali ruoli interpretando un barista in I giorni della vita (1948).
Acclamate saranno le sue interpretazioni ne Gli angeli con la faccia sporca (1938) di Michael Curtiz, in cui interpretò un gangster pentito che aiuta giovani scapestrati, in Ribalta di gloria (1942), sempre di Curtiz, sfavillante musical che lo portò a vincere un premio Oscar per il ruolo dell'entertainer George M. Cohan, e ne La furia umana (1949) di Raoul Walsh, in cui giganteggiò nel ruolo di un gangster psicopatico. Nel 1955 interpretò, a fianco di Doris Day, la parte di un gangster di buon cuore nel film Amami o lasciami di Charles Vidor, e sempre nel 1955 ebbe il ruolo del Capitano Morton nel film La nave matta di Mister Roberts. Notevoli, in quegli anni, le sue interpretazioni anche nei film La legge del capestro (1956) di Robert Wise e L'uomo dai mille volti (1957) di Joseph Pevney.
Nel 1961 l'attore dimostrò con ironia tutta la sua spumeggiante verve nel ruolo di un frenetico dirigente della Coca-Cola nella commedia satirica Uno, due, tre!, per la regia di Billy Wilder. Dopo questo film Cagney preferì ritirarsi dallo schermo. Durante questa lunga pausa rifiutò tutti i ruoli propostigli, tra cui una parte in My Fair Lady (1964), per dedicarsi alla pittura (arte nella quale sarebbe diventato molto bravo) e alla sua amata fattoria situata a Stanfordville, nello Stato di New York. Farà ritorno sullo schermo ben vent'anni dopo, nel 1981, nel dramma in costume Ragtime di Miloš Forman, concludendo degnamente una carriera che vanta oltre settanta film. Nel 1974 ricevette un riconoscimento alla carriera dall'American Film Institute e nel 1984 il suo amico Ronald Reagan lo decorò con la Presidential Medal of Freedom.
La sua salute peggiorò notevolmente dopo il 1979, e il suo ruolo in Ragtime, come pure le sue successive partecipazioni televisive nel 1984, vennero realizzate in modo compatibile con la sua convalescenza. James Cagney morì a Standfordville all'età di 86 anni di infarto, per complicazioni derivate dal diabete, e venne sepolto nel cimitero Gate of Heaven a Hawthorne. Come tributo ai suoi molti talenti e interessi, al rito della sepoltura parteciparono il pugile Floyd Patterson, il ballerino Mikhail Baryshnikov, l'attore Ralph Bellamy e il regista Miloš Forman.

## Filmografia

James Cagney rappresentato nella serie di francobolli "Leggende di Hollywood" emessa dalle Poste Federali statunitensi

### Cinema
- La vacanza del peccatore (Sinners' Holiday), regia di John G. Adolfi (1930)
- The Doorway to Hell, regia di Archie Mayo (1930)
- Donne di altri uomini (Other Men's Women), regia di William A. Wellman (1931)
- Nemico pubblico (The Public Enemy), regia di William A. Wellman (1931)
- The Millionaire, regia di John G. Adolfi (1931)
- Smart Money, regia di Alfred E. Green (1931)
- La bionda e l'avventuriero (Blonde Crazy), regia di Roy Del Ruth (1931)
- Taxi!, regia di Roy Del Ruth (1932)
- L'urlo della folla (The Crowd Roars), regia di Howard Hawks (1932)
- Winner Take All, regia di Roy Del Ruth (1932)
- L'affare si complica (Hard to Handle), regia di Mervyn LeRoy (1933)
- Dinamite doppia (Picture Snatcher), regia di Lloyd Bacon (1933)
- The Mayor of Hell, regia di Archie Mayo (1933)
- Viva le donne! (Footlight Parade), regia di Lloyd Bacon (1933)
- Lady Killer, regia di Roy Del Ruth (1933)
- Jimmy il gentiluomo (Jimmy the Gent), regia di Michael Curtiz (1934)
- He Was Her Man, regia di Lloyd Bacon (1934)
- Marinai all'erta (Here Comes the Navy), regia di Lloyd Bacon (1934)
- The Hollywood Gad-About (1934)
- The St. Louis Kid, regia di Ray Enright (1934)
- A Dream Comes True (1935)
- A Trip Thru a Hollywood Studio (1935)
- I diavoli del paradiso (Devil Dogs of the Air), regia di Lloyd Bacon (1935)
- La pattuglia dei senza paura (G' Men), regia di William Keighley (1935)
- Colpo proibito (The Irish in U.S.), regia di Lloyd Bacon (1935)
- Sogno di una notte di mezza estate (A Midsummer Night's Dream), regia di Max Reinhardt e William Dieterle (1935)
- La riva dei bruti (Frisco Kid), regia di Lloyd Bacon (1935)
- Brume (Ceiling Zero), regia di Howard Hawks (1935)
- Pugno di ferro (Great Guy), regia di John G. Blystone (1936)
- Hollywood (Something to Sing About), regia di Victor Schertzinger (1937)
- For Auld Lang Syne cortometraggio (1938)
- Boy Meets Girl, regia di Lloyd Bacon (1938)
- Gli angeli con la faccia sporca (Angels with Dirty Faces), regia di Michael Curtiz (1938)
- Il terrore dell'Ovest (The Oklahoma Kid), regia di Lloyd Bacon (1939)
- Hollywood Hobbies (1939)
- Morire all'alba (Each Dawn I Die), regia di William Keighley (1939)
- I ruggenti anni venti (The Roaring Twenties), regia di Raoul Walsh (1939)
- I fucilieri delle Argonne (The Fighting 69th), regia di William Keighley (1940)
- Zona torrida (Torrid Zone), regia di William Keighley (1940)
- La città del peccato (City for Conquest), regia di Anatole Litvak (1940)
- Bionda fragola (The Strawberry Blonde), regia di Raoul Walsh (1941)
- Sposa contro assegno (The Bride Came C.O.D.), regia di William Keighley (1941)
- Captains of the Clouds, regia di Michael Curtiz (1942)
- Ribalta di gloria (Yankee Doodle Dandy), regia di Michael Curtiz (1942)
- You, John Jones, regia di Mervyn LeRoy (1943)
- Johnny Come Lately, regia di William K. Howard (1943)
- Battle Stations (1944) - voce narrante
- Sangue sul sole (Blood on the Sun), regia di Frank Lloyd (1945)
- Il 13 non risponde (13 Rue Madeleine), regia di Henry Hathaway (1947)
- I giorni della vita (The Time of Your Life), regia di H.C. Potter (1948)
- La furia umana (White Heat), regia di Raoul Walsh (1949)
- Non ci sarà domani (Kiss Tomorrow Goodbye), regia di Gordon Douglas (1950)
- The West Point Story, regia di Roy Del Ruth (1950)
- Alcool (Come Fill the Cup), regia di Gordon Douglas (1951)
- Starlift (1951) - cameo
- Uomini alla ventura (What Price Glory), regia di John Ford (1952)
- Un leone per la strada (A Lion Is in the Streets), regia di Raoul Walsh (1953)
- All'ombra del patibolo (Run for Cover), regia di Nicholas Ray (1955)
- Amami o lasciami (Love Me or Leave Me), regia di Charles Vidor (1955)
- Eravamo sette fratelli (The Seven Little Foys), regia di Melville Shavelson (1955)
- La nave matta di Mister Roberts (Mister Roberts), regia di John Ford e Mervyn LeRoy (1955)
- La legge del capestro (Tribute to a Bad Man), regia di Robert Wise (1956)
- Quegli anni selvaggi (These Wilder Years), regia di Roy Rowland (1956)
- L'uomo dai mille volti (Man of a Thousand Faces), regia di Joseph Pevney (1957)
- Scorciatoia per l'inferno (Short-Cut to Hell), regia di James Cagney (1957)
- Gangster, amore e... una Ferrari (Never Steal Anything Small), regia di Charles Lederer (1959)
- Il fronte della violenza (Shake Hands with the Devil), regia di Michael Anderson (1959)
- Guadalcanal ora zero (The Gallant Hours), regia di Robert Montgomery (1960)
- Uno, due, tre! (One, Two, Three), regia di Billy Wilder (1961)
- Colpi di dadi, colpi di pistola (Arizona Bushwhackers), regia di Lesley Selander (1968) (narratore)
- Ragtime, regia di Miloš Forman (1981)

### Televisione
- Navy Log – serie TV, episodio 3x17 (1958)
- Terrible Joe Moran – film TV (1984)

## Spettacoli teatrali
- Women Go On Forever, di Daniel N. Rubin (Broadway, 7 settembre 1927)
- Heavy Traffic, di Daniel N. Rubin (Broadway, 5 settembre 1928)

## Riconoscimenti
- Premio Oscar
  - 1939 – Candidatura per il miglior attore protagonista per Gli angeli con la faccia sporca
  - 1943 – Miglior attore protagonista per Ribalta di gloria
  - 1956 – Candidatura per il miglior attore protagonista per Amami o lasciami
- National Board of Review
  - 1938 – Miglior interpretazione per Gli angeli con la faccia sporca
  - 1939 – Miglior interpretazione per I ruggenti anni venti
  - 1942 – Miglior interpretazione per Ribalta di gloria
  - 1981 – Premio alla carriera
- New York Film Critics Circle Awards
  - 1938 – Miglior attore protagonista per Gli angeli con la faccia sporca
  - 1942 – Miglior attore protagonista per Ribalta di gloria
  - 1961 – Candidatura per il miglior attore protagonista per Uno, due, tre!
- Laurel Awards
  - 1962 – Candidatura per il miglior attore in una commedia per Uno, due, tre!
- American Film Institute
  - 1974 – Premio alla carriera
- Screen Actors Guild Award
  - 1978 – Premio alla carriera
- Premio Kennedy
  - 1980 – Kennedy Center Honor
- Hasty Pudding Theatricals
  - 1982 – Man of the Year

## Doppiatori italiani
- Nino Pavese in La pattuglia dei senza paura (ridoppiaggio), Gli angeli con la faccia sporca, I fucilieri delle Argonne, Zona torrida, Sposa contro assegno, La furia umana, Alcool
- Carlo Romano in Uomini alla ventura, L'uomo dai mille volti, Scorciatoia per l'inferno, Gangster, amore e… una Ferrari
- Stefano Sibaldi in All'ombra del patibolo, Amami o lasciami, La legge del capestro, Quegli anni selvaggi
- Nando Gazzolo in Nemico pubblico (doppiaggio tardivo), Il fronte della violenza, Guadalcanal ora zero, Uno, due, tre
- Piero Tiberi in Lady Killer (doppiaggio tardivo), Jimmy il gentiluomo (doppiaggio tardivo), Brume (doppiaggio tardivo), I ruggenti anni venti (doppiaggio tardivo)
- Augusto Marcacci in Bionda fragola, Sangue sul sole, Il 13 non risponde
- Umberto Melnati in Il terrore dell'Ovest (ridoppiaggio), Morire all'alba
- Arrigo Colombo in  Ribalta di gloria
- Gilberto Mazzi in La città del peccato
- Giuseppe Rinaldi in Eravamo sette fratelli
- Lauro Gazzolo in La nave matta di Mister Roberts
- Gianni Bonagura in Ragtime
- Romano Malaspina ne Gli angeli con la faccia sporca (ridoppiaggio)
- Sergio Di Giulio in I giorni della vita (doppiaggio tardivo)
- Ferruccio Amendola in Non ci sarà domani (ridoppiaggio)[9]